# Кшивди (Підкарпатське воєводство)
Кшивди (пол. Krzywdy) — село в Польщі, у гміні Єжове Ніжанського повіту Підкарпатського воєводства.
Населення — 523 особи (2011).
У 1975-1998 роках село належало до Тарнобжезького воєводства.

## Демографія
Демографічна структура станом на 31 березня 2011 року:
|          | Загалом | Допрацездатний вік | Працездатний вік | Постпрацездатний вік |
| -------- | ------- | ------------------ | ---------------- | -------------------- |
| Чоловіки | 260     | 75                 | 168              | 17                   |
| Жінки    | 263     | 70                 | 152              | 41                   |
| Разом    | 523     | 145                | 320              | 58                   |